# Gino Marinuzzi (pare)
Gino Marinuzzi   (Palerm, 24 de març de 1882 - Milà, 17 d'agost de 1945) va ser un director i compositor italià, pare de Gino, també compositor.

## Biografia
Com a director d'orquestra va dirigir moltes primeres representacions d'òperes italianes als principals teatres del món; apassionat de Richard Wagner i Richard Strauss, va contribuir a difondre les seves obres entre el públic italià mitjançant interpretacions famoses. Va dirigir un repertori que va des de Claudio Monteverdi fins a Ernest Bloch, Arthur Honegger i Carl Orff, passant per Mozart, Paisiello, Bellini, Donizetti, Verdi. Segons l'historiador de la música Paolo Isotta, va ser el màxim director d'orquestra del segle xx.
Com a compositor va escriure tres obres teatrals, entre elles Palla de' Mozzi (1932, llibret de Giovacchino Forzano, representada al Teatre de la Scala de Milà amb Gilda Dalla Rizza, Galliano Masini, Giuseppe Nessi, Benvenuto Franci, Aristide Baracchi i Andrea Mongelli), i música simfònica; entre les famoses obres simfòniques recordem la Suite siciliana (en quatre moviments per a orquestra) (1907) que conté el famós Vals Country. La Sinfonia en La, de 1942, és jutjada per Paolo Isotta (que a Altri canti di Marte, estrenat l'any 2015, fa una anàlisi de la seva obra compositiva per primera vegada) com una de les composicions simfòniques més grans del segle xx, i al seu apogeu, segons l'historiador, només es poden situar les obres simfòniques de Schönberg, Szymanowski i Enescu.

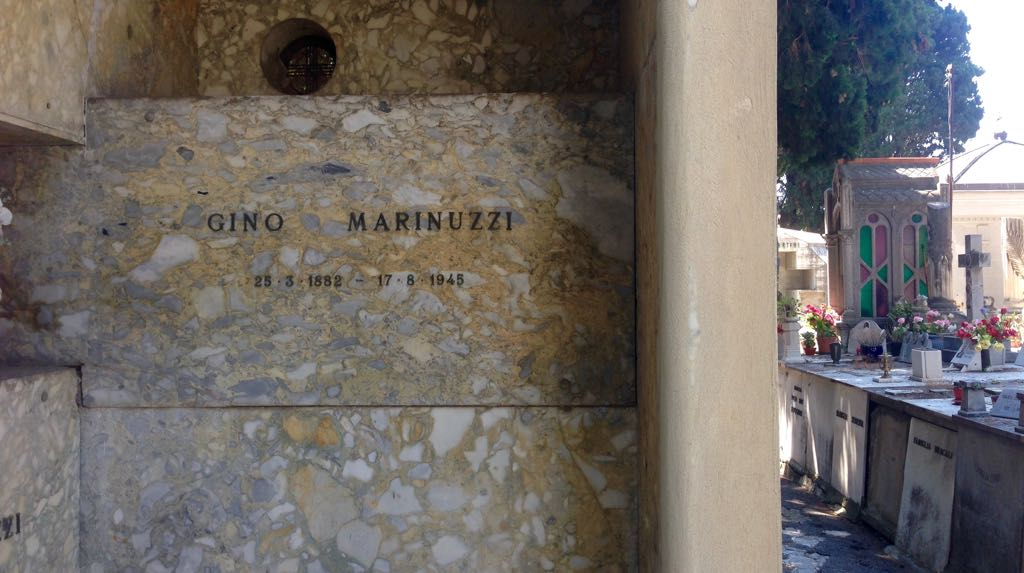
La tomba de Gino Marinuzzi, al cementiri monumental de San Remo

## Discografia
- Verdi: La forza del destino (1941) - Carlo Tagliabue/Gino Marinuzzi/Maria Caniglia/RAI Chorus, Turin/RAI Symphony Orchestra/Tancredi Pasero/Ebe Stignani/Galliano Masini/Giuseppe Nessi/Saturno Meletti, Naxos/Fonit Cetra Warner/Piros Send/Past/Mastercorp/BNF
- Els Grans Directors: Gino Marinuzzi & "Orchestra del Teatro alla Scala" Milà (The Berlin Recordings 1941 & 1942) - Gino Marinuzzi/Milan La Scala Orchestra, Jube
- Obertures & Intermezzo - Gino Marinuzzi/Orchestra del Teatro alla Scala, Preiser

## Curiositat
Fabrizio De André va utilitzar el tema del Vals Campestre per a la seva cançó Valzer per un amore (1964).